# Veleň
Veleň je obec v okrese Praha-východ ve Středočeském kraji. Rozkládá se asi patnáct kilometrů severovýchodně od centra Prahy a devět kilometrů západně od města Brandýs nad Labem-Stará Boleslav. Skládá se z částí Veleň a Mírovice. Žije zde přibližně 2 000 obyvatel.

## Historie
První písemná zmínka o obci pochází z roku 1318.

## Obyvatelstvo
| Rok            | 1869 | 1880 | 1890 | 1900 | 1910 | 1921 | 1930 | 1950 | 1961 | 1970 | 1980 | 1991 | 2001 | 2011 | 2021  |
| -------------- | ---- | ---- | ---- | ---- | ---- | ---- | ---- | ---- | ---- | ---- | ---- | ---- | ---- | ---- | ----- |
| Počet obyvatel | 437  | 525  | 632  | 663  | 634  | 675  | 903  | 864  | 930  | 882  | 796  | 750  | 764  | 958  | 1 872 |
| Počet domů     | 59   | 65   | 67   | 71   | 83   | 93   | 165  | 211  | 208  | 210  | 214  | 247  | 252  | 252  | 554   |

## Obecní správa

### Dějiny územněsprávního začleňování
Dějiny územněsprávního začleňování zahrnují období od roku 1850 do současnosti. V chronologickém přehledu je uvedena územně administrativní příslušnost obce v roce, kdy ke změně došlo:
- 1850 země česká, kraj Praha, politický okres Karlín, soudní okres Brandýs nad Labem, obec Měšice[6]
- 1855 země česká, kraj Praha, soudní okres Brandýs nad Labem, obec Měšice[6]
- 1868 země česká, politický okres Karlín, soudní okres Brandýs nad Labem, obec Měšice[6]
- 1878 země česká, politický okres Karlín, soudní okres Brandýs nad Labem[7]
- 1908 země česká, politický i soudní okres Brandýs nad Labem[8]
- 1939 země česká, Oberlandrat Mělník, politický i soudní okres Brandýs nad Labem[9]
- 1942 země česká, Oberlandrat Praha, politický i soudní okres Brandýs nad Labem[10]
- 1945 země česká, správní i soudní okres Brandýs nad Labem[11]
- 1949 Pražský kraj, okres Brandýs nad Labem[12]
- 1960 Středočeský kraj, okres Praha-východ[13]

### Obecní symboly
Znak a vlajka byly obci uděleny rozhodnutím předsedy Poslanecké sněmovny Parlamentu České republiky dne 21. června 1999.

## Společnost
V obci Veleň (přísl. Mirovice, 903 obyvatel) byly v roce 1932 evidovány tyto živnosti a obchody: cihelna, holič, 3 hostince, kamnář, kolář, středočeský konsum, kovář, 3 krejčí, lom, pekař, 14 rolníků, řezník, sedlář, 5 obchodů se smíšeným zbožím, 2 trafiky a zahradnictví.

## Doprava
Obcí prochází silnice III. třídy. Ve vzdálenosti 4 km lze najet na silnici II/610 Praha - Brandýs nad Labem-Stará Boleslav - Benátky nad Jizerou - Mladá Boleslav.
Jezdí sem příměstská autobusová linka 377: Praha, Letňany - Praha, Čakovice - Veleň - Mratín / Polerady rozc. - Kostelec n. L. náměstí a linka 302: Praha, Letňany – Praha, Kbely – Praha, Moravanská – Přezletice, Kocanda – Veleň. Železniční trať ani stanice na území obce nejsou; nejbližší je železniční zastávka Hovorčovice ve vzdálenosti 3 km ležící na trati 070 mezi Prahou a Neratovicemi.

## Galerie

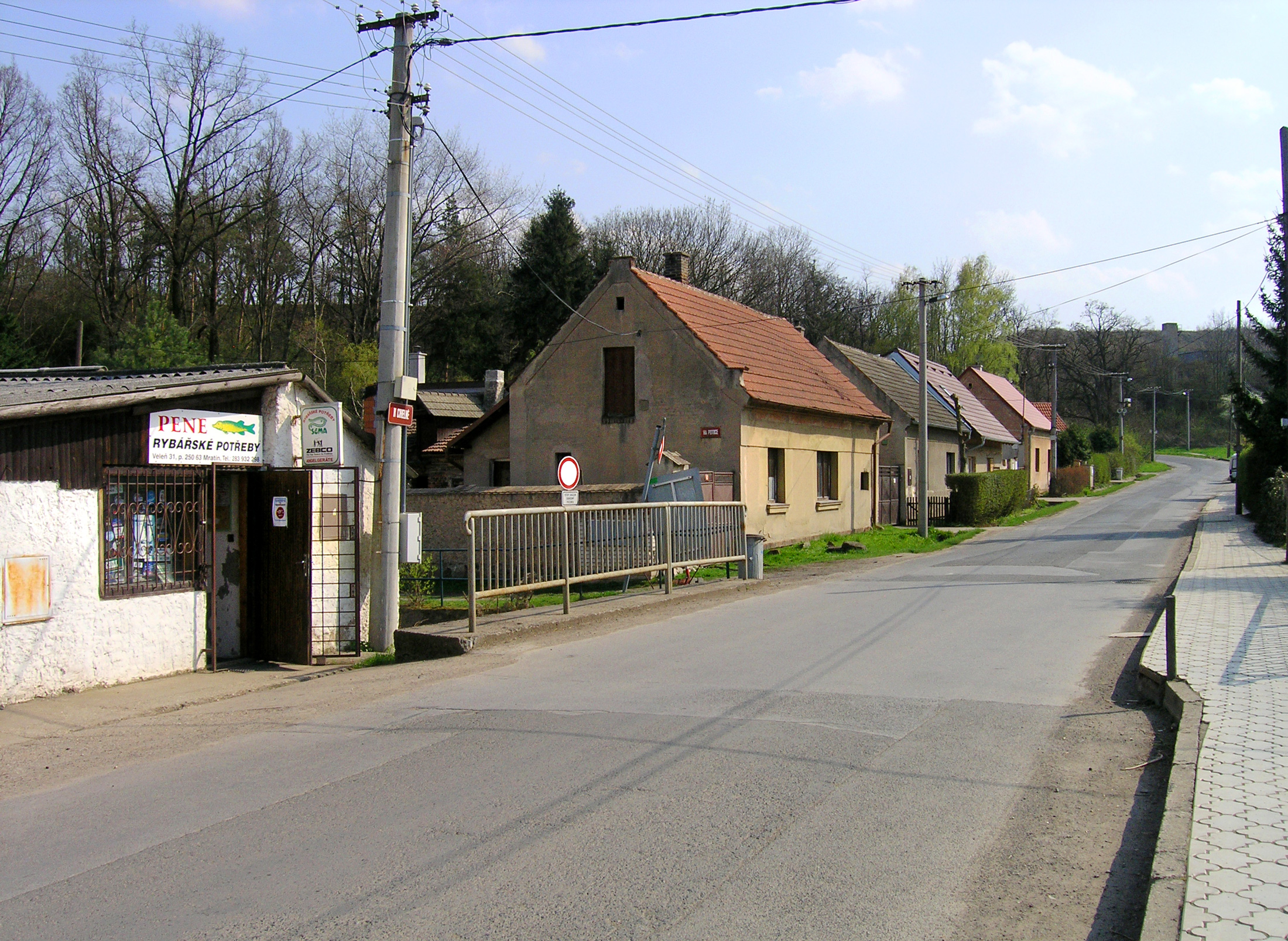
Ulice K Cihelně
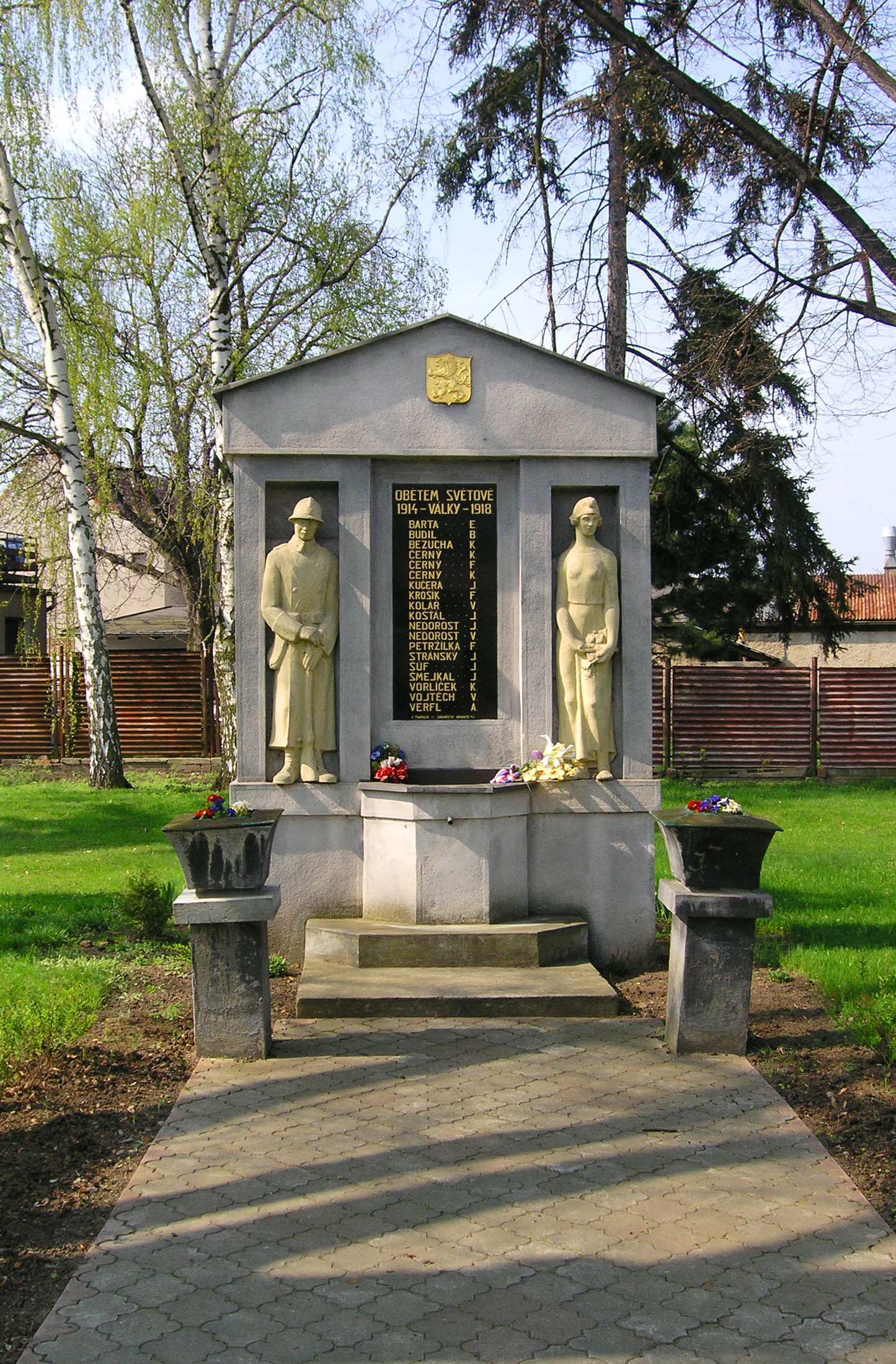
Památník na návsi
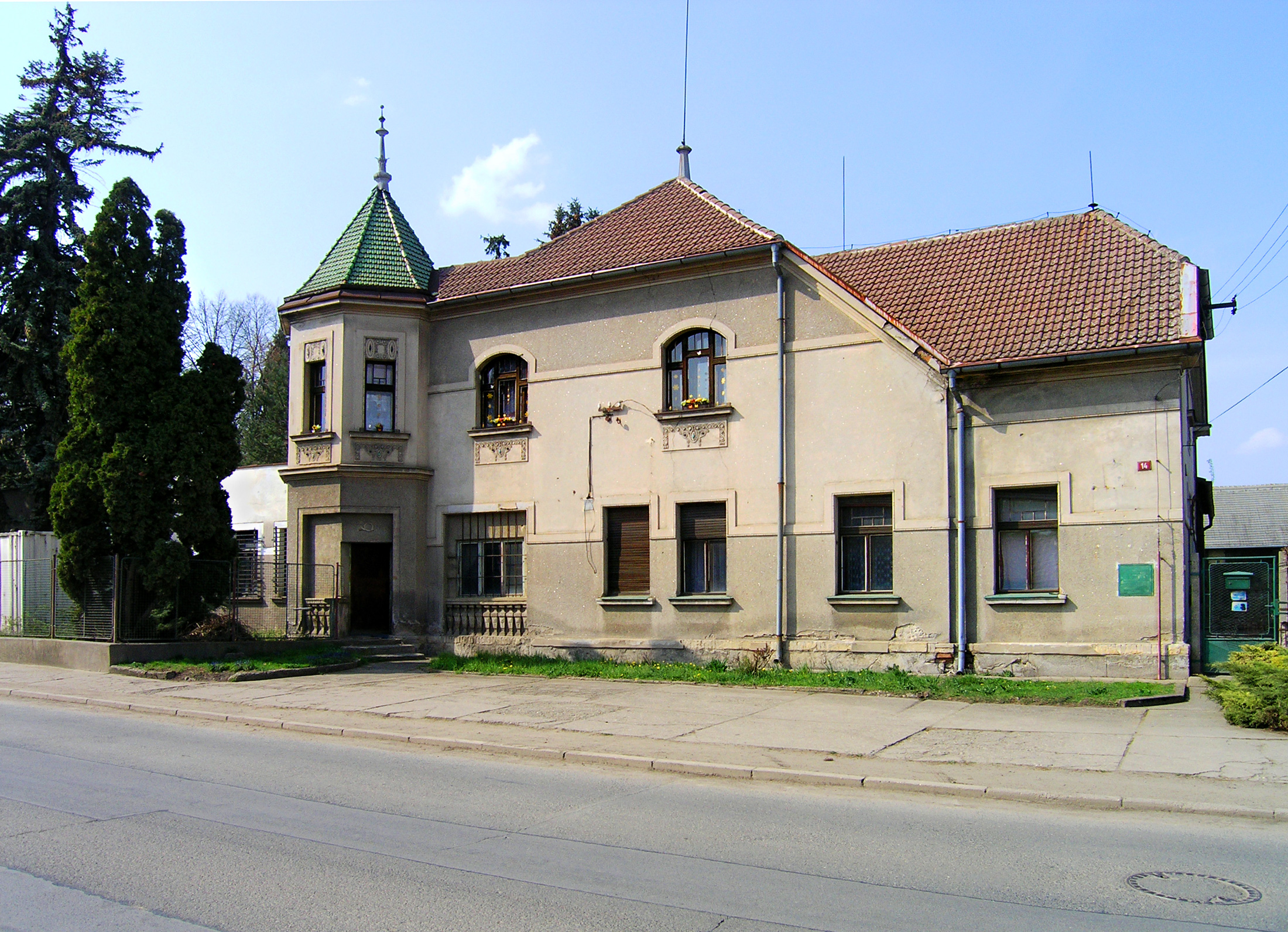
Vila na Hlavní ulici
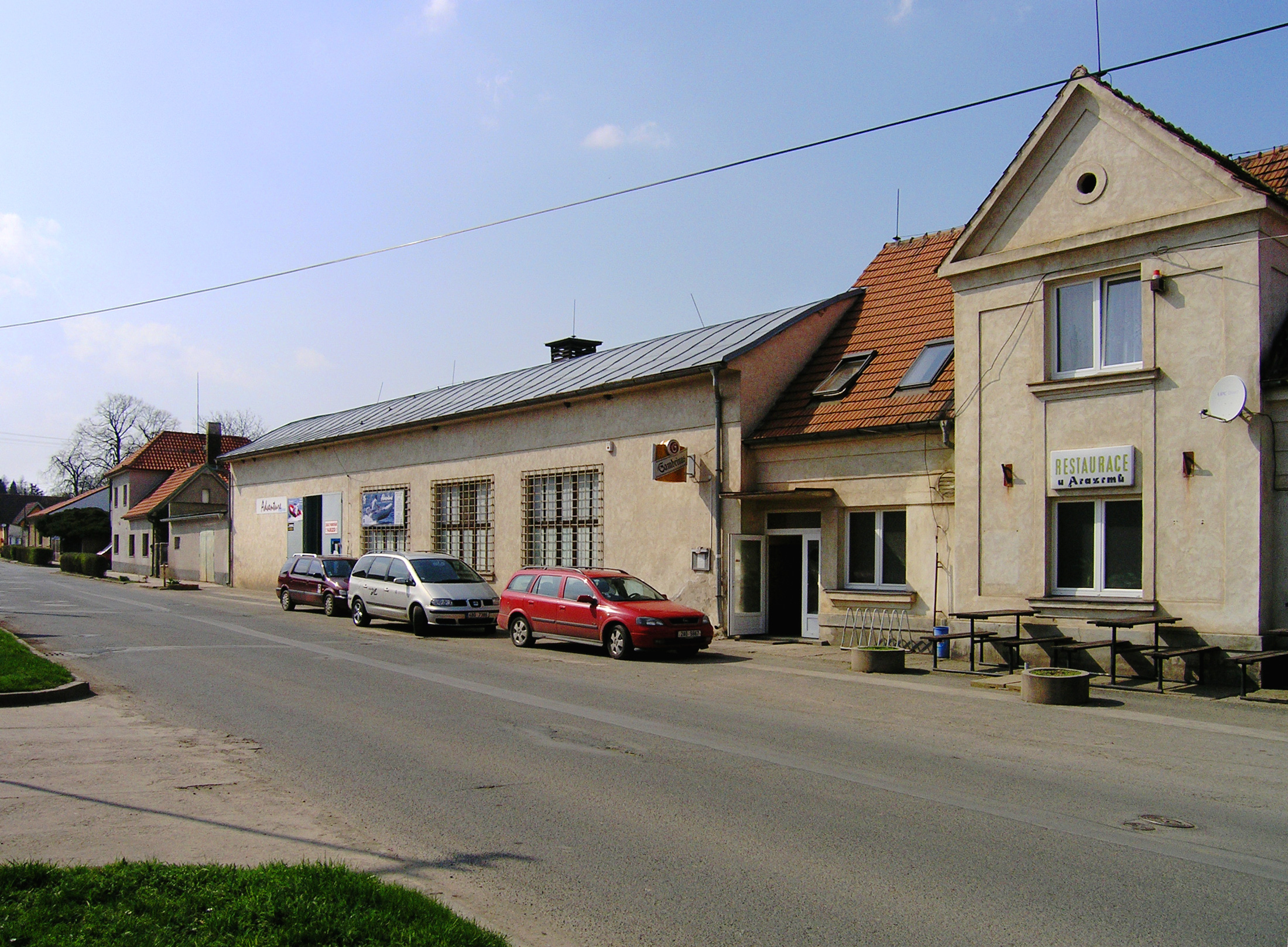
Restaurace